# Plage Pim-Poum
La plage Pim-Poum est une petite   plage de sable et de pointe rocheuse situé entre la plage de la Cocoterai et la plage des Roches sur la commune  de Kourou dans le département de la Guyane.